# Múscul plantar
El múscul plantar (musculus plantaris) o plantar prim, està situat a la regió posterior de la cama, sota el bessó; té grandària i extensió variables i de vegades pot faltar. És innervat pel nervi tibial. La seva acció motora és molt feble; provoca la flexió plantar del peu i la flexió del genoll.

## Insercions
S'origina a la part inferior de la carena supracondília externa i en la superfície poplítia del fèmur, per sobre del bessó intern. El seu prim tendó membranós descendeix entre els bessons i el soli per inserir-se al costat intern del tendó d'Aquil·les o a la cara posterior del calcani. A vegades es desplega de manera difusa a la fàscia del costat intern de l'articulació del turmell i càpsula articular del genoll, per baix per un tendó molt prim al o al calcani al costat d'aquest tendó.

## Galeria d'imatges

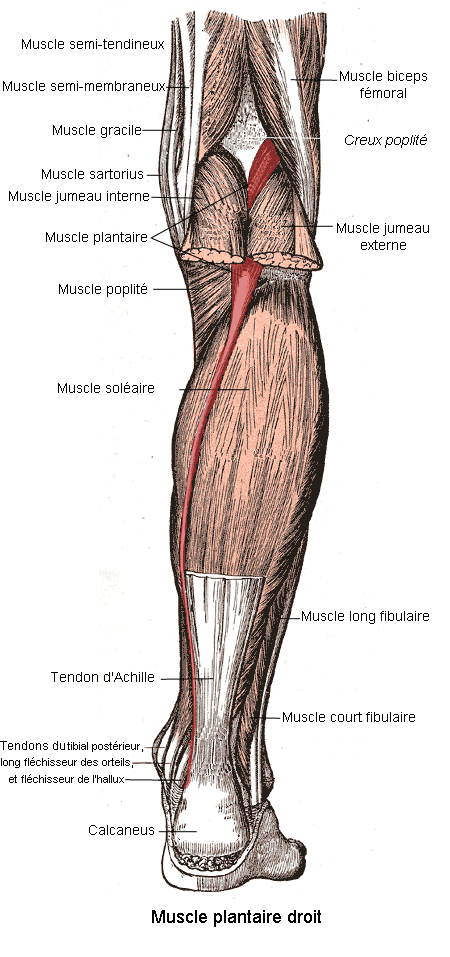
Múscul plantar
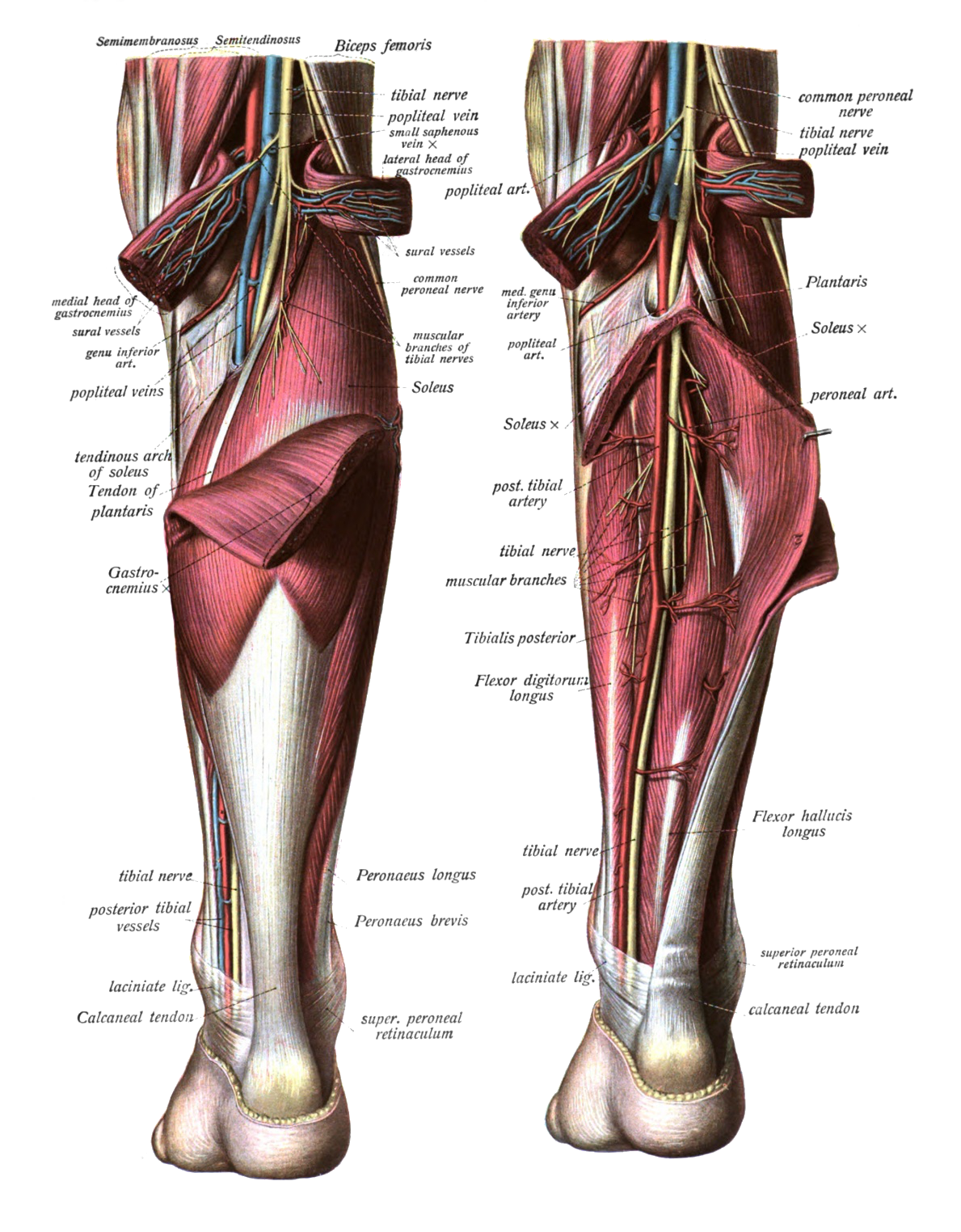
Tendó del múscul plantaris apareix sota el gastrocnemi (esquerra), i plegat (dreta).
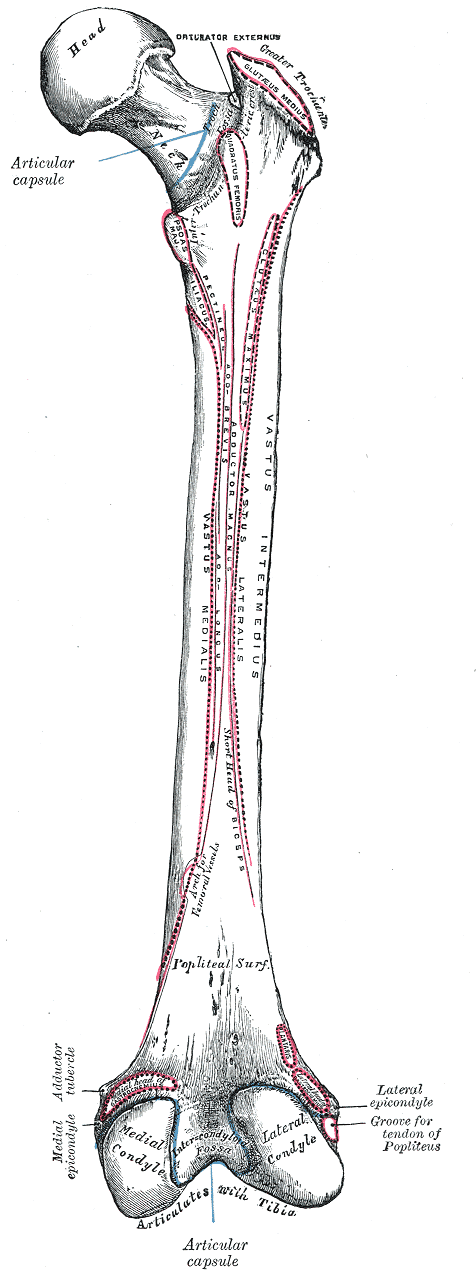
Fèmur dret. Superfície posterior.
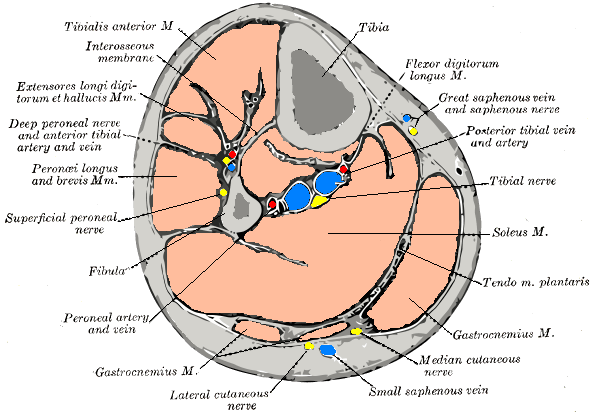
Secció transversal a la part mitjana de la cama.
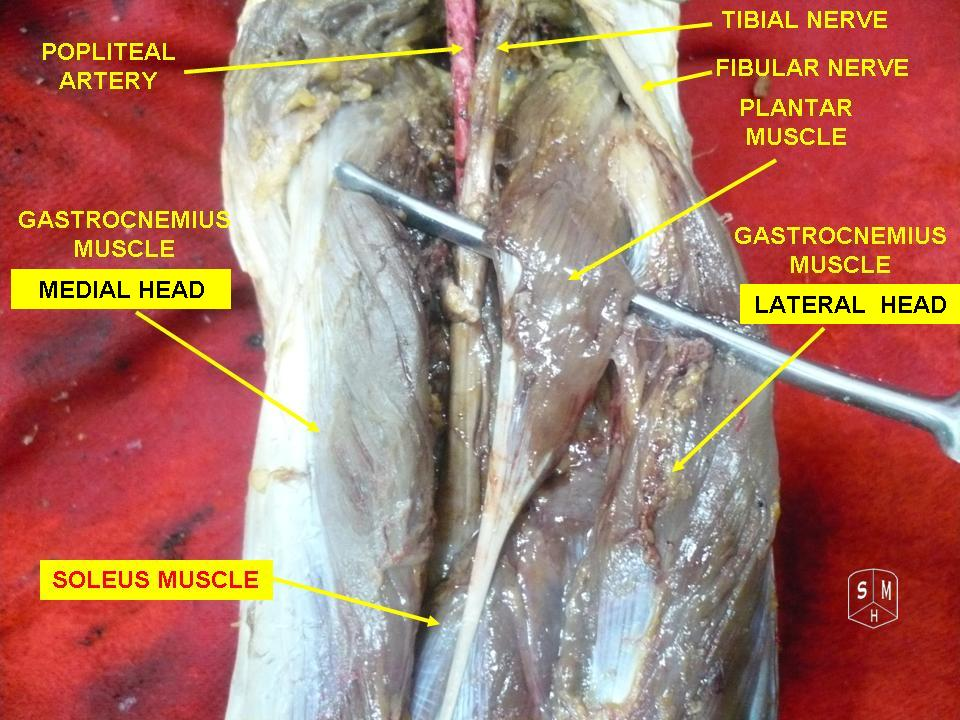
Múscul plantar